# Elm
Elm é uma comuna da Suíça, no Cantão Glaris, com cerca de 741 habitantes. Estende-se por uma área de 90,73 km², de densidade populacional de 8 hab/km². Confina com as seguintes comunas: Andiast (GR), Betschwanden, Flims (GR), Laax (GR), Linthal, Luchsingen, Matt, Mels (SG), Pfäfers (SG), Pigniu (GR), Ruschein (GR), Schwanden, Siat (. 
A língua oficial nesta comuna é o Alemão.